# 鳴門ジャンクション
鳴門ジャンクション（なるとジャンクション）は、徳島県鳴門市大津町大代と大麻町姫田にある高松自動車道と徳島自動車道のジャンクションである。

## 歴史
- 1989年（平成元年）2月27日 :　基本計画決定。
- 1996年（平成8年）12月27日　:　整備計画決定。
- 1998年（平成10年）12月25日　:　施行命令。
- 2005年（平成17年）6月19日　: 着工。
- 2015年（平成27年）3月14日　:　鳴門JCT - 徳島IC間の開通に伴い供用開始[1]。

## 接続する道路
- E11 高松自動車道
- E11 徳島自動車道
  - キロポストは300KPから設置され徳島ICでリセットされる。

## 隣
E11 高松自動車道
(12) 鳴門TB/IC - (7) 鳴門JCT - 鳴門西PA - (8) 板野IC
E11 / E32 徳島自動車道
(7) 鳴門JCT - (1-1) 松茂PA/SIC - (8) 徳島JCT - (1) 徳島IC